# 麥迪亞區

36°16′03″N 2°45′00″E / 36.267494°N 2.750101°E
麥迪亞區（阿拉伯语：‎），是阿爾及利亞的行政區，位於該國北部，由麥迪亞省負責管轄，首府設於麥迪亞，面積203平方公里，2008年人口152,607，人口密度每平方公里754人。